# 朱胜文
朱胜文（1947年6月—2003年12月29日），男，哈尔滨市人。曾任哈尔滨市副市长。

## 生平
1966年3月，加入中国共产党。
1968年7月，参加工作。
1982年，大学毕业后留校任教。同年10月考取了中国商业部公派留学生，前往意大利米兰马铁国际管理学院就读研究生。毕业回国后，先后担任黑龙江商学院商业经济系讲师，党总支副书记、书记。
1987年5月，离开黑龙江商学院，出任哈尔滨市政府副秘书长。
1988年5月，任哈尔滨市商委主任。
1990年，任哈尔滨市市政府秘书长。
1991年2月，任哈尔滨市副市长。
1992年10月，升任哈尔滨市委常委市政府常务副市长兼市经贸委主任。
1996年，因牵涉哈尔滨国贸城腐败案被双规。
1998年4月30日，因受贿33.5万余元人民币、另有60.1万元人民币巨额财产来源不明，被哈尔滨市中级法院一审判处无期徒刑。
1998年7月9日，《人民日报》刊发新华社报道：中央纪委转发中共黑龙江省纪委开除朱胜文党籍的通报，提及朱胜文在1992年至1996年担任哈尔滨市政府秘书长和副市长期间，受贿18起，折合人民币33万多元，尚有60万多元财产来源不明。
1998年12月10日，黑龙江省高级人民法院二审改判为有期徒刑17年。
1999年1月20日，到黑龙江省哈尔滨监狱服刑，其後曾兩次被黑龙江省哈尔滨市中级人民法院減刑合共4年，即減至13年有期徒刑，刑期從1996年10月25日開始計算，至2009年10月24日期滿。
2003年12月中旬，监狱发现他情绪低落，表现为精神恍惚、少言寡语、自言自语、无故骂人、常抽闷烟，多次做其思想工作，并通知其爱人协助监狱做规劝工作。其爱人也发现朱胜文精神异常并流露出轻生厌世情绪，连续两天来狱规劝，同时请求哈尔滨监狱狱政科科长做思想工作。监狱领导和民警先后10余次做其思想工作。在交谈中，朱胜文曾流露出“两口子都没工作，出去后怎么办”的悲观情绪。
2003年12月29日，因其患有高血压、冠心病、糖尿病，为办理保外就医、在黑龙江省司法鉴定中心進行身體檢查。鉴定完毕之后，朱胜文从司法鉴定中心大楼三层的一个卫生间窗户坠楼，头朝下坠落地面，经抢救无效死亡。
2004年5月，调查组得出“高坠致严重颅脑损伤死亡；经调查没有发现他杀证据”的结论。事后，两名看押朱胜文的狱警也因涉嫌玩忽职守被检察机关起诉。
其妻子范珍一度拒绝火化丈夫的遗体，希望等到翻案后再下葬，到了2012年，因担心遗体放坏掉而同意火化。

## 申诉上访
因7万元案发：朱胜文一案案发于哈尔滨国贸城腐败案，朱胜文供述商人张庭浦为逃税分两次贿赂朱胜文共计7万元，随后警方调查朱家缴获大量赃款与巨额来源不明的财产。庭审期间，朱胜文翻供称自己遭受了刑讯逼迫。
朱胜文在一审开庭之后，于1997年12月22日在看守所里写了一份《我的申诉》。在这份申诉中，朱胜文称，他之所以牵涉进国贸城案，完全是因为与当时哈尔滨市一个管政法的市领导有利害冲突，自己曾在1996年初连续处理了两起与其有直接关系的违法事件：一是，朱发现该市领导违法挪用2000万元社会劳动保险基金给民营房地产企业使用后，曾数次向企业追索；二是，朱处理了这位市领导指使工作人员制造非法文件，为金街办理非法免税2000万元的事。朱胜文认为，自己由此受到报复陷害。那个市领导借中纪委领导督办国贸城案的机会，利用手中的办案权力，以反腐败的名义对他进行迫害。此外，朱胜文还在申诉材料中控诉他在审讯中受到了非人的折磨。
此外，朱胜文的妻子范珍强调，这些终审被认定的受贿也存在争议。比如所谓张春辉送的10万元人民币，是朱胜文受贿数额中单次最大的一笔，但其实是朱胜文在哈医药上市前托张春辉代购5000股（当时价值5000元人民币）原始股所获得的收益。官员买原始股获利在那个年代比较普遍，这里面或许存在违纪争议，但追究刑责在当年却是于法无据的。其他受贿的指控也存在争议，基本也属于“人情往来”。朱胜文的辩护律师于逸生还指出，关于朱胜文60.1万元人民币的巨额财产来源不明，他曾经当庭出示了朱胜文的妻弟，在英国BBC广播电台工作的范元的证言：因为范元的孩子曾寄养在朱胜文家中，同时，范元的母亲也就是朱胜文的岳母也一直随朱胜文范珍夫妇生活，所以范元累计给朱胜文家寄过3万4千元美金。上个世纪90年代，美元兑换人民币的比价是非常高的。于逸生认为这笔钱应该计入朱胜文的合法收入，是“说得清来源的”。但法庭对于这份证言没有理睬。
朱胜文死亡后，其家属始终不服，多年一直为其申诉上访。2014年12月29日是朱胜文的第11个祭日。其妻子范珍表示，希望在中共中央提出“全面推进依法治国”的今天，朱案能得到重新审查，落实司法公正，还历史一个真相。
据报道朱胜文是被动的卷入了官场斗争，上级严令查处的社保基金被挪用的案子，该案由常务副市长岳玉泉黑箱操作，朱胜文奉命查案，岳玉泉暗地反击，捏造某商人的罪名下狱拷打，强令商人咬朱胜文副市长，然后顺理成章的把查案负责人朱胜文抓进大牢，从而保护了自己的严重腐败行为。